# 臺北市立蘭雅國民中學
臺北市立蘭雅國民中學，簡稱蘭雅國中，是臺灣臺北市一所國民中學，位於士林區三玉里。

## 校史
1977年9月5日開學正式創校；因鄰近湳雅地區，定名為「蘭雅」國中，唯校址所在之里為三玉里，並不在蘭雅里。2016年12月成功申請台北市亮點計畫。

## 歷任校長
| 任次 | 姓名   |
| ---- | ------ |
| 1    | 陳永鎮 |
| 2    | 許子烈 |
| 3    | 周神妙 |
| 4    | 洪富雄 |
| 5    | 曾正吉 |
| 6    | 尤玉莞 |
| 7    | 呂淑珍 |
| 8    | 鍾芷芬 |
| 9    | 李芝安 |
| 現任 | 張幸愉 |

## 外部連結
- 臺北市立蘭雅國民中學 （页面存档备份，存于）
- 臺北市110年度優質學校參選申請書單項優質獎：行政管理 （页面存档备份，存于）
- 做學生的人生明燈 蘭雅國中老師「邱老大」獲選教育家人物典範 （页面存档备份，存于）自由時報